# St. Augustine (Florida)

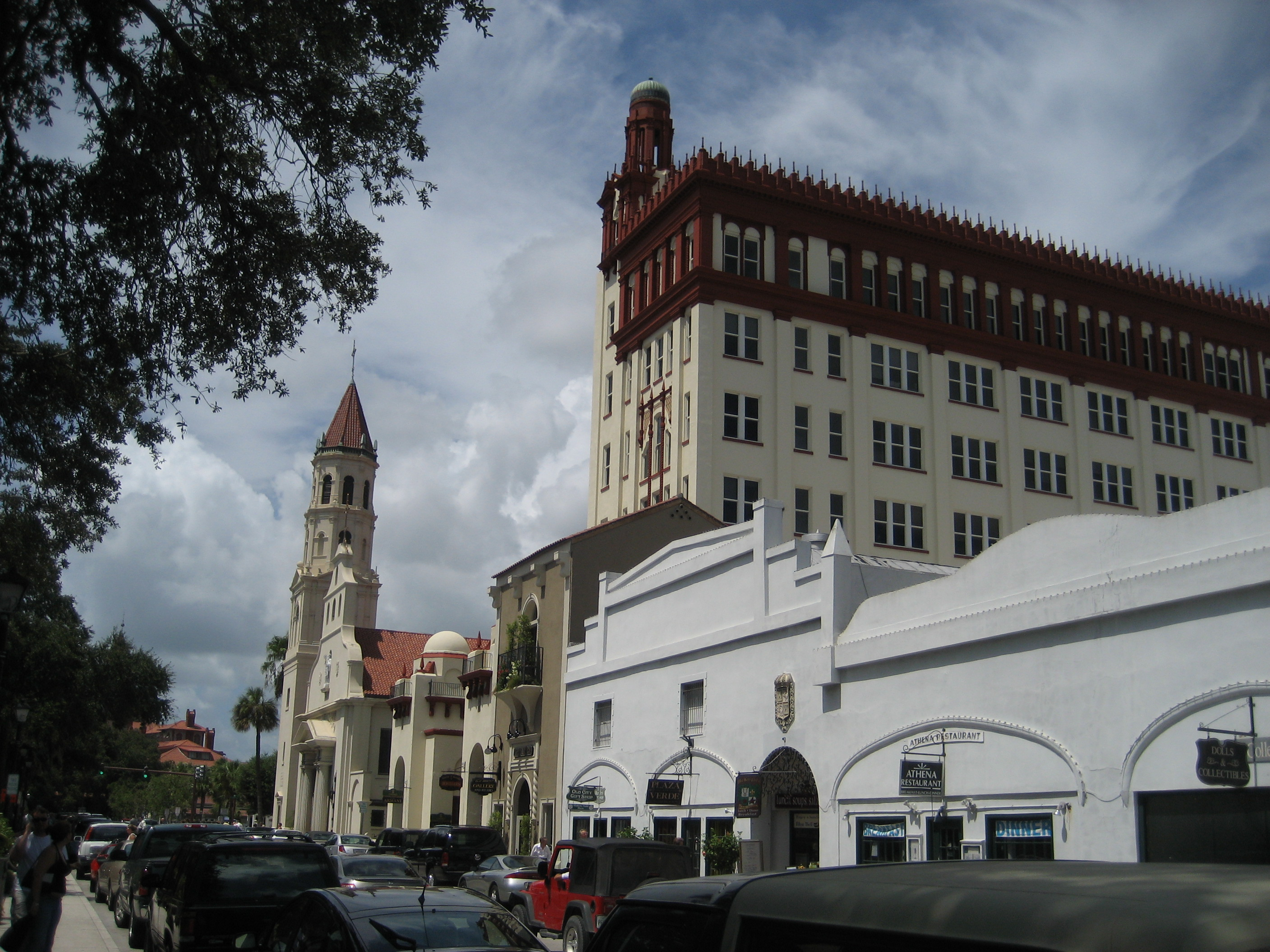
Het historische centrum van St. Augustine

St. Augustine is een plaats (city) in de Amerikaanse staat Florida, en valt bestuurlijk gezien onder St. Johns County. De stad werd in 1565 gesticht door de Spaanse admiraal Pedro Menéndez de Avilés.

## Geschiedenis
De omgeving van St.Augustine werd voor het eerst onderzocht in 1513 door de Spaanse ontdekkingsreiziger en gouverneur van Puerto Rico, Juan Ponce de León, die het gebied daarna claimde voor de Spaanse kroon. Voorafgaand aan de oprichting van St. Augustine in 1565, werden er verschillende eerdere pogingen gedaan om de Europese kolonisatie in wat nu Florida is voor elkaar te krijgen door zowel Spanje als Frankrijk, maar allen faalden.
Pedro Menéndez de Avilés, een Spaanse admiraal en verkenner, staat bekend als stichter van de stad St. Augustine, op 8 september 1565. Omdat hij in Florida was aangeland op 28 augustus 1565, de feestdag van de H. Augustinus, gaf hij diens naam aan de nederzetting.
Dit was de eerste succesvolle Spaanse poging om een vast steunpunt te stabiliseren in Florida, het is nu de oudste continu bewoonde Europees gestichte plaats, alsook de oudste havenstad, in de Verenigde Staten. De eerste kolonie werd gestabiliseerd bij de hedendaagse plek van het Fountain of Youth Archaeological Park. Menéndez werd later de eerste gouverneur van Spaans Florida.
In 1586 ging Francis Drake naar Florida en verwoestte St-Augustine.

## Bezienswaardigheden
- Castillo de San Marcos

## Demografie
Bij de volkstelling in 2000 werd het aantal inwoners vastgesteld op 11.592.

## Geografie
Volgens het United States Census Bureau beslaat de plaats een oppervlakte van
27,8 km², waarvan 21,7 km² land en 6,1 km² water.

## Plaatsen in de nabije omgeving
De onderstaande figuur toont nabijgelegen plaatsen in een straal van 16 km rond St. Augustine.

## Geboren
- Louella Maxam (1891-1970), actrice
- LaChanze (1961), actrice, zangeres en danseres